# Dècada del 1280

## Esdeveniments
- Publicació probable del Zohar, el llibre més important del misticisme jueu
- Batalles al Mar Mediterrani pel seu control
- Continua l'expansió de l'Imperi Mongol
- Diversos decrets d'expulsió dels jueus al sud d'Europa
- Comença la 9a de les croades per terres romanes d'Orient
- 1287 - Inundació de Sta. Llúcia (Holanda), la cinquena més important de la història
- S'acaben de recopilar les Cantigas de Santa María
- Ús de les ulleres a Europa

## Personatges destacats
- Roger de Llúria
- Marco Polo
- Roger Bacon
- Alfons X el Savi